# Escritório das Nações Unidas em Viena

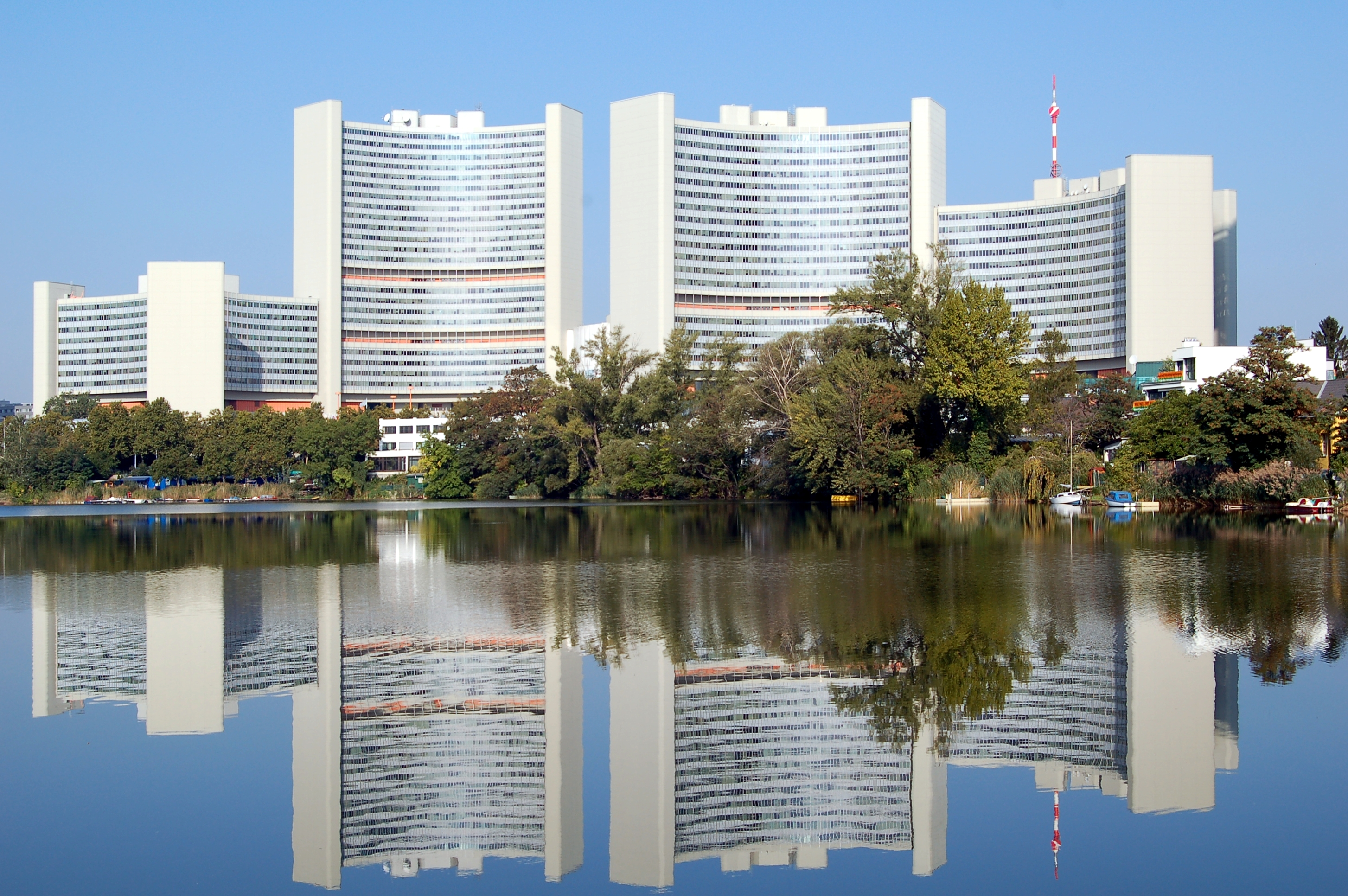
Vista do Centro Internacional de Viena, onde se encontra o UNOV

O Escritório das Nações Unidas em Viena (UNOV, na sigla em inglês) é uma das quatro sedes principais das Nações Unidas, localizado no Centro Internacional de Viena na capital austríaca. Estabelecido em 1980, foi a terceira sede da ONU a ser criada.